# Cabaceiras do Paraguaçu
Cabaceiras do Paraguaçu é um município brasileiro do estado da Bahia. Sua população estimada em 2018 é de 18.512 habitantes. Cabaceiras do Paraguaçu foi distrito de Muritiba até 13 de junho de 1989, quando se emancipou através da Lei Estadual nº 5.010. Foi em Cabaceiras do Paraguaçu que nasceu, e viveu alguns anos, o grande poeta dos escravos, Castro Alves Fazenda Cabaceiras, o qual é homenageado todo 14 de março na cidade de Cabaceiras do Paraguaçu.

## Clima
A cidade está localizado na zona fisiográfica do Recôncavo baiano, a altitude de 210 m, acima do nível do mar, portanto, seu clima é subúmido a seco, com estação seca (classificação climática de Köppen-Geiger: Am)

## Organização Político-Administrativa
O Município de Cabaceiras do Paraguaçu possui uma estrutura político-administrativa composta pelo Poder Executivo, chefiado por um Prefeito eleito por sufrágio universal, o qual é auxiliado diretamente por secretários municipais nomeados por ele, e pelo Poder Legislativo, institucionalizado pela Câmara Municipal de Cabaceiras do Paraguaçu, órgão colegiado de representação dos munícipes que é composto por 11 vereadores também eleitos por sufrágio universal.

### Atuais autoridades municipais de Cabaceiras do Paraguaçu
- Prefeito: Pedro Andre Braz Silva Santana - PSD (2021/-)[8]
- Vice-prefeito: Aurino Oliveira Machado Filho - MDB (2021/-)[8]
- Presidente da Câmara: Israel Jesus da Silva - PSD (2021/-)[8]

### Controle das contas públicas do Município
A fiscalização contábil, financeira, orçamentária, operacional e patrimonial do Município de Cabaceiras do Paraguaçu é exercida por meio de controle externo praticado pela Câmara Municipal de Cabaceiras do Paraguaçu com o auxílio do Tribunal de Contas dos Municípios (TCM).
O TCM analisa tecnicamente a prestação de contas feita pelos entes municipais e profere o seu parecer prévio sobre elas, cabendo à Câmara Municipal o julgamento político dessas contas (a Câmara Municipal somente pode aprovar as contas reprovadas pelo TCM caso obtenha a votação de 2/3 dos vereadores), e também pelo sistema de controle interno do Poder Executivo Municipal, normalmente representado por controladorias municipais, processo que é executado em obediência ao artigo 31 da Constituição Federal.
O histórico de contas públicas do Município de Cabaceiras do Paraguaçu analisadas pelo TCM é o seguinte:
| Ano  | Prefeitura Municipal   | Câmara municipal       | Ano  | Prefeitura Municipal   | Câmara municipal       | Ano  | Prefeitura Municipal   | Câmara municipal       |
| ---- | ---------------------- | ---------------------- | ---- | ---------------------- | ---------------------- | ---- | ---------------------- | ---------------------- |
| 1990 | Aprovada com ressalvas | Aprovada com ressalvas | 1991 | Aprovada com ressalvas | Aprovada com ressalvas | 1992 | Aprovada com ressalvas | Aprovada com ressalvas |
| 1993 | Aprovada com ressalvas | Aprovada com ressalvas | 1994 | Aprovada com ressalvas | Aprovada com ressalvas | 1995 | Aprovada com ressalvas | Aprovada com ressalvas |
| 1996 | Aprovada com ressalvas | Aprovada com ressalvas | 1997 | Aprovada com ressalvas | Aprovada com ressalvas | 1998 | Aprovada com ressalvas | Aprovada               |
| 1999 | Reprovada              | Aprovada               | 2000 | Reprovada              | Aprovada               | 2001 | Aprovada com ressalvas | Aprovada com ressalvas |
| 2002 | Aprovada com ressalvas | Aprovada com ressalvas | 2003 | Aprovada com ressalvas | Aprovada com ressalvas | 2004 | Aprovada com ressalvas | Aprovada com ressalvas |
| 2005 | Reprovada              | Aprovada com ressalvas | 2006 | Aprovada com ressalvas | Aprovada com ressalvas | 2007 | Reprovada              | Aprovada com ressalvas |
| 2008 | Aprovada com ressalvas | Aprovada com ressalvas | 2009 | Aprovada com ressalvas | Aprovada               | 2010 | Aprovada com ressalvas | Aprovada com ressalvas |
| 2011 | Reprovada              | Aprovada com ressalvas | 2012 | Reprovada              | Aprovada com ressalvas | 2013 | Aprovada com ressalvas | Aprovada com ressalvas |
| 2014 | Aprovada com ressalvas | Aprovada com ressalvas | 2015 | Reprovada              | Aprovada com ressalvas | 2016 | Reprovada              | Aprovada com ressalvas |
| 2017 | Aprovada com ressalvas | Aprovada com ressalvas | 2018 | Aprovada com ressalvas | Aprovada com ressalvas | 2019 | Aprovada com ressalvas | Aprovada com ressalvas |
| 2020 | Aprovada com ressalvas | Aprovada com ressalvas | 2021 | em análise             | em análise             | 2022 | em análise             | em análise             |